# Forzzaea
Forzzaea (лат.) — род многолетних растений семейства Бромелиевые (Bromeliaceae), произрастающий на территории Юго-Востока Бразилии (штат Минас-Жерайс).

## Таксономия
Forzzaea Leme, S.Heller & Zizka, первое упоминание в Phytotaxa 318: 66 (2017). 

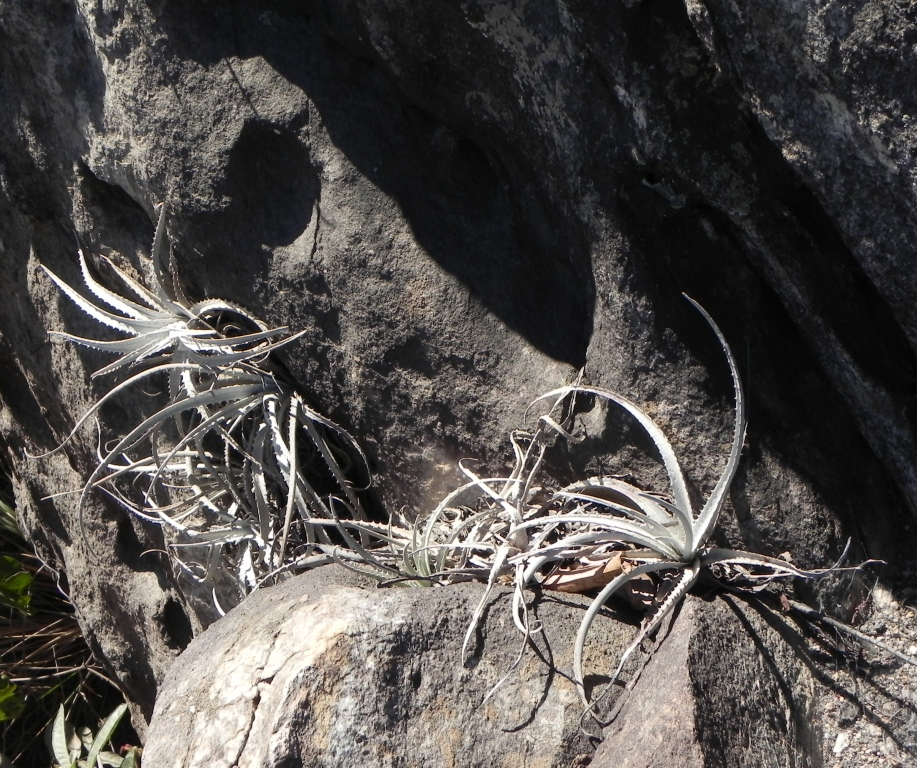
'

Типовой вид: Forzzaea leopoldo-horstii — ранее отнесенный к роду Криптантус (Cryptanthus), который внешне может быть легко спутан с растениями рода Ортофитум (Orthophytum) или, возможно, даже с Диккия (Dyckia) из-за своей листовой структуры. Естественной средой обитания является Диамантина, штат Минас-Жерайс в Бразилии, где он произрастает в условиях засухи. Листья жесткие, сочные и прямые, с шириной около полдюйма (1,27 см) у основания и сужающиеся к концу, с небольшими, но прочными шипами на краях. Их серебристый цвет обусловлен наличием плотного покрова трихом. Цветки белые.

### Виды
Подтвержденные виды по данным сайта Plants of the World Online на 2023 год:
- Forzzaea coutensis Leme & O.B.C.Ribeiro
- Forzzaea flavipetala Leme & O.B.C.Ribeiro
- Forzzaea leopoldo-horstii (Rauh) Leme, S.Heller & Zizkatypus
- Forzzaea micra (Louzada, Wand. & Versieux) Leme, S.Heller & Zizka
- Forzzaea pseudomicra Leme & O.B.C.Ribeiro
- Forzzaea viridifolia Leme & O.B.C.Ribeiro
- Forzzaea warasii (E.Pereira) Leme, S.Heller & Zizka